# イオンタウン美濃
イオンタウン美濃（イオンタウンみの）は、岐阜県美濃市にあるイオンタウン株式会社が運営・管理しているショッピングセンターである。

## 概要
かつてはイオンリテールが運営するイオン美濃店であり、ジャスコ美濃店として1991年（平成3年）9月12日に開設された店舗だった。イオン美濃店は2012年（平成24年）10月14日をもって閉店し、同年11月22日にザ・ビッグ美濃店を核店舗とするイオンタウン美濃としてリニューアルオープンした。
建物は平屋建てで、駐車場は平面駐車場のみとなっている。
イオングループの店舗で岐阜県では最北端にある。

#### 広報資料・プレスリリースなど一次資料
1. 1 2  “「イオン美濃店」譲受について” (PDF).  イオンタウン株式会社 (2012年11月2日). 2018年5月14日閲覧。[リンク切れ]